# ルコニア礁
ルコニア礁（ルコニアしょう、英語: Luconia Shoals）は、ボルネオ島から北に約120kmにある岩礁群である。北ルコニア礁及び南ルコニア礁からなる。南シナ海南部に位置し、南沙諸島に含められることもある。

## 領有を巡る状況
マレーシアの排他的経済水域（EEZ）内にあり、岩礁全体をマレーシアが実効支配している。
中国が2013年10月に南ルコニア礁周辺へ艦船を派遣したほか、2014年9月頃から中国海警局の船舶の侵犯が増加し、マレーシア側の無線による立ち退き要請に対しても反応がないことから、マレーシア海軍は2015年6月3日に南ルコニア礁付近に艦船を派遣している。

## 周辺海域
南ルコニア礁の南にはセントラル・ルコニア・ガス田があり、採掘された天然ガスはパイプラインでサラワク州ビンツルに送られ、液化天然ガス（LNG）として日本にも輸出されている。